# Seloharjo
Seloharjo is een bestuurslaag in het regentschap Bantul van de provincie Jogjakarta, Indonesië. Seloharjo telt 10.280 inwoners (volkstelling 2010).